# Singapur en los Juegos Olímpicos de Atlanta 1996
Singapur estuvo representado en los Juegos Olímpicos de Atlanta 1996 por un total de 14 deportistas, 9 hombres y 5 mujeres, que compitieron en 6 deportes.
El portador de la bandera en la ceremonia de apertura fue el tirador Lee Wung Yew. El equipo olímpico singapurense no obtuvo ninguna medalla en estos Juegos.